# Gianina-Elena van Groningen
Gianina-Elena van Groningen, vor Heirat Gianina-Elena Beleagă (* 21. Mai 1995 in Câmpulung Moldovenesc), ist eine rumänische Leichtgewichts-Ruderin.

## Sportliche Karriere
Gianina-Elena Beleagă gewann mit dem rumänischen Achter den Titel bei den Junioren-Weltmeisterschaften 2012. Bei den Junioren-Weltmeisterschaften 2013 verteidigte sie diesen Titel im Achter. 2014 belegte sie mit dem Doppelvierer den sechsten Platz bei den U23-Weltmeisterschaften.
2015 trat sie zusammen mit Ionela-Livia Lehaci im Leichtgewichts-Doppelzweier an. Die beiden belegten den achten Platz bei den Europameisterschaften, den fünften Platz bei den U23-Weltmeisterschaften und den dreizehnten Platz bei den Weltmeisterschaften. Bei der im Mai 2016 in Luzern ausgetragenen Qualifikationsregatta für die Olympischen Spiele in Rio de Janeiro erreichten Beleaga und Lehaci den zweiten Platz hinter den Niederländerinnen Ilse Paulis und Maaike Head. In Rio de Janeiro bei der Olympischen Regatta belegten die beiden Rumäninnen den achten Platz.
In die Saison 2017 starteten Lehaci und Beleaga mit einem vierten Platz bei den Europameisterschaften. Ende Juli siegten sie bei den U23-Weltmeisterschaften. Zwei Monate später gewannen sie auch den Titel bei den Weltmeisterschaften in Sarasota. Zum Abschluss der Saison gewannen sie auch bei den U23-Europameisterschaften. Auch 2018 belegten die beiden Rumäninnen den vierten Platz bei den Europameisterschaften, anderthalb Monate später siegten sie bei den Weltmeisterschaften in Plowdiw. Mit ihrer Partnerin, die nach erfolgter Heirat inzwischen Ionela-Livia Cozmiuc heißt, wurde sie bei den Weltmeisterschaften in Linz-Ottensheim Vierte. 2020 gewannen Beleagă und Cozmiuc bei den Europameisterschaften in Posen die Bronzemedaille hinter den Niederländerinnen und den Italienerinnen. 2021 belegten die beiden den vierten Platz bei den Europameisterschaften und den sechsten Platz bei den Olympischen Spielen in Tokio.
Bei den Europameisterschaften 2024 in Szeged ruderte die mittlerweile als Gianina-Elena van Groningen antretende wieder zusammen mit Cozmiuc im Leichtgewichts-Doppelzweier und gewann den Titel mit über zwei Sekunden Vorsprung vor den Griechinnen. Drei Monate später bei den Olympischen Spielen in Paris gewannen die beiden Britinnen mit 1,7 Sekunden Vorsprung vor dem rumänischen Boot.